# Convento de Santa María de Jesús (Sevilla)

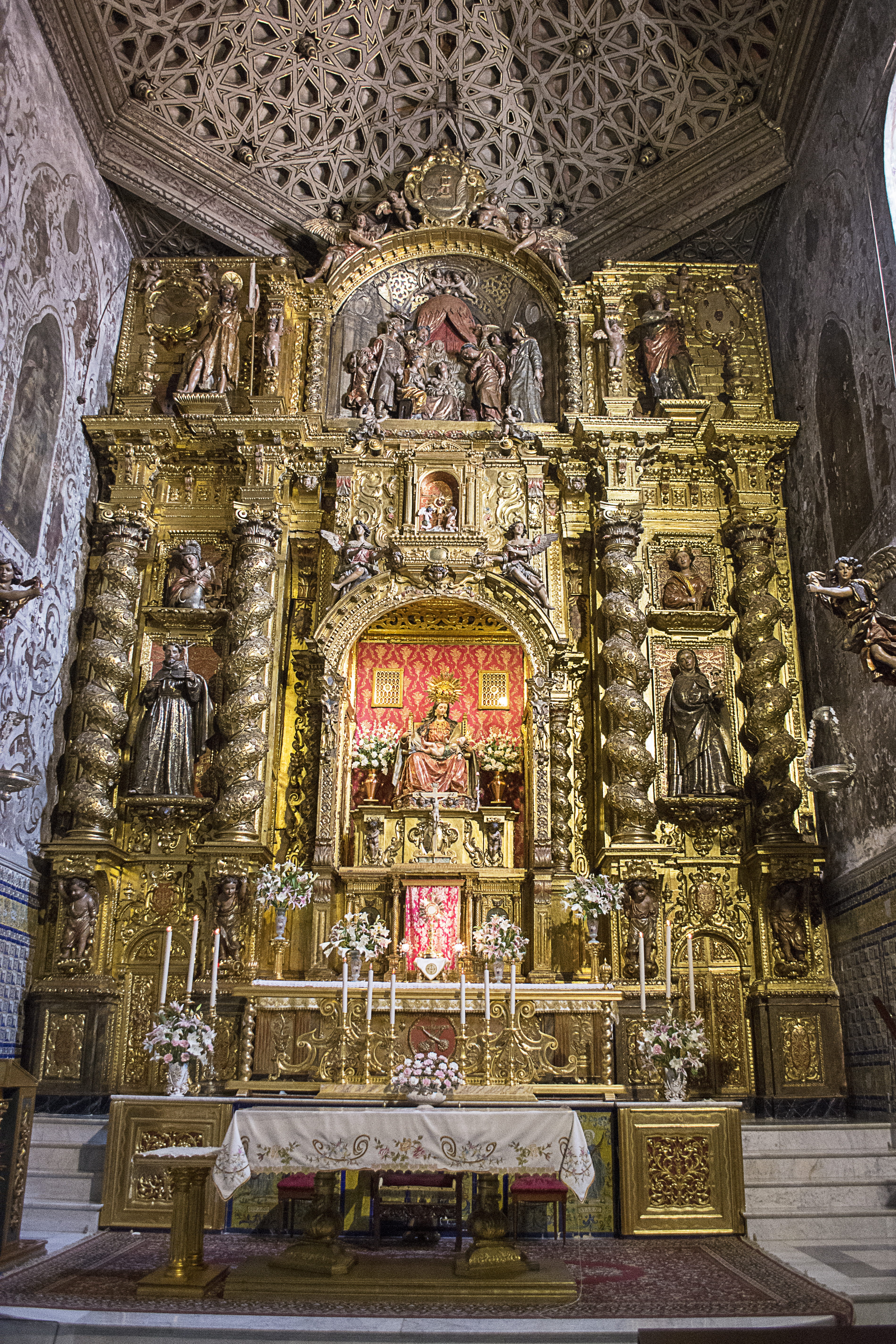
Retablo mayor

El convento de Santa María de Jesús es un establecimiento religioso de Sevilla fundado en 1502, perteneciente a la orden de las clarisas. Su fundador fue Jorge Alberto de Portugal —futuro I conde de Gelves— y su esposa Felipa Melo. Para su establecimiento trajeron a Marina de Villaseca, patrona y fundadora del Convento de Santa Isabel de los Ángeles de Córdoba.

## Características
El edificio se levantó a finales del siglo XVI, con importantes reformas en 1696 y 1850. Se estructura a partir del claustro principal alrededor del que se abre la iglesia, el refectorio, la enfermería, la sala capitular y los dormitorios. En el muro exterior se abre una portada adintelada y rematada realizada por Alonso de Vandelvira con un relieve de la Virgen con el Niño esculpido por Juan de Oviedo, realizada en torno a 1590 y renovada en 1695 como el resto del interior del templo.
El templo está formado por una sola nave con planta cuadrada. Se encuentra cubierta con una bóveda de cañón con lunetos y cuenta con un artesonado con ocho paños de estilo mudéjar. En el presbiterio, destacan pinturas murales con representaciones de arcángeles y alegorías y una azulejería realizadas probablemente por Alonso García en 1589.

## Retablos
El retablo mayor es obra del ensamblador Cristóbal de Guadix de finales del siglo XVII y se encuentra presidido por una imagen de Jesús Nazareno del escultor Pedro Roldán. En el lado de la epístola se abren los retablos de San Antonio de Padua y de la Inmaculada, atribuidos a Luisa Roldán, la Roldana.
Fue concertado con Guadix en 1690. Se trata de una monumental “máquina” articulada por cuatro potentes soportes salomónicos, que se repiten a menor escala en el ático, centrado por un relieve de remate curvo.
Fátima Halcón también atribuyó a Cristóbal de Guadix, la autoría de tres retablos laterales: 1º.- San Andrés, 2º.- Santa Ana y la Virgen, 3º.- San Antonio e Inmaculada Concepción. Responden a un esquema común consistente en retablo hornacina en forma de arcosolio encuadrado por columnas salomónicas revestidas de rosas o de hojas de parra y racimos, y capiteles con los caulículos dispuestos hacia arriba.
Se ha confirmado que el retablo de San Antonio fue concertado con Cristóbal de Guadix, en 1696, por el precio de 3.000 reales de vellón. El dorado correspondió a Juan Francisco Sánchez. Guadix hizo otro más para el convento, dedicado a "Nuestra Señora de Gracia" en precio de 4.500 reales de vellón, y que hoy se identifica con el de la Inmaculada Concepción.